# 街場の学校
街場の学校（Machiba no gakkou）は、岡山県倉敷市で行われている「街の学び」をテーマにしたイベント型プログラムである。

## 概要
株式会社クラビズ、株式会社KOMAならびに倉敷芸術科学大学芸術学科川上研究室が主体となり、各分野の多様なゲストを招き、市民に向けた公開講座として一般開講が行われている。倉敷の著名人である大原孫三郎が「高等なる学術の通俗的普及」を目的として明治期に創設した「倉敷日曜講演会」に影響を受け取り組みが始まっているため、地域貢献や文化・芸術論に関する講演が多い。

## 目的
倉敷市ならびに瀬戸内地方が世界の中でも特筆すべき地域として栄えることを目的としている。その中で街場の人々が様々な学びに触れる機会を創出することで意識が変化し、将来に向けて行動をする「街のプレイヤー」が増えるきっかけを創ることを目的としている。

## 実施概要[8][9][10]
第1回　2018/10/14　　久住昌之の爆笑映像トーク「プロジェクターQ」　ゲスト：久住昌之
第2回　2019/7/6　　　スナックエリー　ゲスト：大宮エリー
第3回　2019/9/5　　　トランジェンダーと写真　ゲスト：浅沼智也、菅野優香
第4回　2019/12/18　  アナキズムと人類学　ゲスト：松村圭一郎
第5回　2020/3/20　　コロナ以降のデモクラシー 〜政治思想から考える〜　ゲスト：山本圭
第6回　2020/4/30　   政治・文化・科学の交錯点を探る　ゲスト：清水知子
第7回　2024/7/2　　　フランスの精神分析家ジャック・ラカンについて　ゲスト：上尾 真道
第8回　2021/7/10　　これからの岡山ってどうなっていくんだっけ　ゲスト：松田敏之
第9回　2021/7/31　　このめんどくさい社会のなかで表現し続けることについて　ゲスト：長谷川新
第10回　2021/11/19　「くらしのアナキズム」出版記念講座「くらしきのアナキズム」　ゲスト：松村圭一郎
第11回　2021/11/20　現代アートの世界はどうなってるの？　ゲスト：大庭大介
第12回　2022/1/21　キュレーションにおける実践のエコノミー　ゲスト：崔敬華
第13回　2022/3/11　「前衛」と「美術」のマトリックス　ゲスト：足立元
第14回　2022/4/9　　スナックエリー　トークイベント　ゲスト：大宮エリー
第15回　2022/4/23　Can Dialectics Break Bricks?（弁証法はレンガを破壊できるのか？）　ゲスト：池田 武史
第16回　2022/5/14　リン・ハーシュマン・リーソン『！Women Art Revolution』上映会＋特別講座　ゲスト：片岡真実
第17回　2022/5/28　『街は誰のもの？』上映＋トークイベント　ゲスト：阿部航太、長谷川新
第18回　2022/6/11　教えて！成田先生～答えのない世界に生きるとは～　ゲスト：成田悠輔
第19回　2022/7/2　 国際展はもういらない！？　ゲスト：杉田敦
第20回　2022/7/14　相談って、なんだ　相談支援とソーシャルアクション　ゲスト：高見恭平、佐藤将一、安藤希江子
第21回　2022/8/12　〜奏でること、耕すこと。音楽と農業の幸せな関係〜　ゲスト：永山愛樹
第22回　2022/11/4　地方の未来を地方覚醒と共に語り尽くす　ゲスト：青井茂
第23回　2022/12/3　この街にニューローカルを増やすためのイシューを探る　ゲスト：岡 雄大
第24回　2022/12/12　マーケットを切り拓く　ゲスト：鬼頭健吾
第25回　2023/2/4　   美学と"政治"？ジャック・ランシエールから考える　ゲスト：鈴木亘
第26回　2023/4/15　スマッシュ・ザ・システム！　破壊への情熱は、同時に創造への情熱か？　ゲスト：卯城竜太、エリイ
第27回　2023/6/16　「繋がりのデザイン」　ゲスト：東靖葉
第28回　2023/10/28　パンク・スタディーズの可能性　ゲスト：川上幸之介、山本浩貴、稲垣健志
第29回　2024/2/17　 革命と住宅とアヴァンギャルド　ゲスト：本田晃子
第30回　2024/2/24　アラン・バディウ　その思想と美学　ゲスト：松本潤一郎
第31回　2024/4/20　美術館と芸術メディアのたそがれ　ゲスト：川上幸之介、山本浩貴、岩渕貞哉
第32回　2024/4/28　アーティストトークイベント　ゲスト：卯城 竜太、松田 修
第33回　2024/4/27　エコロジカル・アプローチの理論と運用　ゲスト：植田文也、古賀康彦
第34回　2024/7/6　 『パンクの系譜学』（書肆侃侃房）出版記念トーク　ゲスト：藤原 ヒロシ、川上幸之介
第35回　2024/10/13　アナキズム　トークイベント　ゲスト：栗原康、森元斎
第36回　2024/11/16　The Pressure’s On: Punk in Northern Ireland　ゲスト：マハン・マーフィー
第37回　2024/12/6　『世界マヌケ反乱の手引書　増補版』、『だめ連の資本主義よりたのしく生きる』出版記念トーク　ゲスト：松本哉、神長恒一
第38回　2024/12/14　サエボーグ　アーティストトーク　ゲスト：サエボーグ
第39回　2025/1/18　地域活性化の新戦略　構造改革と岡山のまちづくり　ゲスト：中村良平
第40回　2025/1/25　阿部公房の文学と思想-「共的」なものをめぐる思想-　ゲスト：坂堅太